# Gruppo 685
La série de locomotives italiennes Gruppo 685 des Ferrovie dello Stato numéros 1 à 391 sont des locomotives à vapeur mises en service à partir de 1912 et qui le resteront jusqu'à la fin des années 1950, date à laquelle plus de 85 % du réseau italien était électrifié.
« Elles ne furent pas les plus imposantes ni les plus rapides, elles ne furent pas les plus puissantes et même pas les plus nombreuses mais, elles furent simplement les plus représentatives et connues des locomotives à vapeur des FS.... »
Giovanni Cornolò

## Genèse
Cette série de locomotives est une extrapolation des locomotives Gruppo 680, construites de 1907 à 1911, qui avaient rencontré un grand succès en tête des trains rapides mais étaient plus complexes. Contrairement à ces dernières, dotées de quatre cylindres compound, les Gruppo 685 sont à simple expansion, et dotées de surchauffe.
Comme pour tous les matériels au sein des Ferrovie dello Stato Italiane depuis la nationalisation des chemins de fer en Italie et jusqu'au début des années 2000, à la suite des règles européennes en la matière, les bureaux d'études intégrés des FS sont les concepteurs et font réaliser le matériel ferroviaire par des entreprises spécialisées choisies en fonction de leurs spécialités et leurs capacités.
Cette série Gruppo 685 a été conçue en 1911 par les FS et les commandes ont été attribuées à :
- la société Breda Costruzioni Ferroviarie de Milan,
- la société OM de Milan,
- la société "Costruzioni Meccaniche di Saronno",
- la société "Officine Meccaniche Navali" de Naples.

Les 106 premières locomotives ont été construites, livrées et mises en service avant le début de la Première Guerre mondiale et ont le poste de conduite à droite. La fabrication a repris en 1920 et les 165 autres locomotives ont été produites jusqu'en 1928, avec une conduite à gauche et une chaudière légèrement plus longue mais en remplaçant le système de distribution Walschaerts par le tout nouveau système Caprotti, qui équipera ensuite les meilleures locomotives à vapeur du moment.

## Service
Ces locomotives ont été attribuées à quasiment toutes les régions puis, à partir de 1950, elles ont progressivement été regroupées sur le dépôt d'Udine, dans le nord-est de l'Italie.
Dès leur arrivée, elles permirent de reléguer sur d'autres lignes les locomotives Gruppo 680. Malgré deux projets pour doter ces dernières de la surchauffe (Gruppo 681 et Gruppo 682), les performances des locomotives Gruppo 685 restaient supérieures, ce qui poussa les FS à transformer ces trois modèles en Gruppo 685.
L'électrification massive de quasiment tout le réseau ferré italien après la Seconde Guerre mondiale a conduit les Ferrovie dello Stato Italiane à radier rapidement son parc à vapeur. Beaucoup ont été revendues à l'étranger[réf. nécessaire], un certain nombre a été détruit.

## Description
Les locomotives du groupe FS 685 représentent la version à vapeur surchauffée de la précédente série Gruppo 680 dont elle reprennent l'aspect général ainsi que les dimensions.
Ce groupe a été fabriqué en deux séries successives en grande partie par le célèbre constructeur ferroviaire Breda C.F. de Milan qui avait déjà construit la série 680.
La production a débuté en début d'année 1912 et les premières locomotives ont été livrées la même année.
À partir de 1921, les FS décidèrent de transformer (upgrader) 114 locomotives des séries FS 680, 681 et 682 en 685 mais en remplaçant le système de distribution Walschaerts par le tout nouveau système breveté par l'ingénieur Caprotti, qui augmentait le rendement tout en diminuant la consommation de charbon. Ce système, testé ensuite par les chemins de fer belges et britanniques équipera les meilleures locomotives à vapeur du moment. Les locomotives ainsi transformées ont vu leur puissance passer de 1 250 à 1 350 ch ce qui leur valut d'être renommées S.685.
En 1940, les ingénieurs Attilio Franco et Pietro Crosti développent un dispositif de récupération de chaleur à partir de l'échappement. Ils brevettent ce système sous l'appellation Système Franco-Crosti qui deviendra le plus des meilleures locomotives à vapeur de dernière génération. Les FS firent équiper de ce nouveau système cinq locomotives FS 685 par les Officine Meccaniche Reggiane et furent rebaptisées FS 683. Elles se distinguent grâce à l'important carénage latéral allant jusqu'au tender.
Il faut signaler qu'en plein milieu de la Seconde Guerre mondiale, en août 1941, les chemins de fer yougoslaves organisent une exposition de matériel ferroviaire en demandant aux responsables italiens d'exposer un exemplaire de leur FS S.685. Les FS y envoient la FS S.685.965 qui restera jusqu'à mi octobre pour se prêter à des tests sur le réseau local. À la suite des excellents résultats obtenus, la locomotive a été réclamée en Hongrie ou elle y restera jusqu'au 21 janvier 1943. À l'automne 1951, la SNCB (chemins de fer belges) loua la FS S.685.981 pendant deux mois pour tester le nouveau système. À partir de la fin de la Seconde Guerre mondiale, ce sont plusieurs centaines de locomotives à vapeur qui ont été upgradées avec le système Franco-Cresti.

## Galerie de photographies

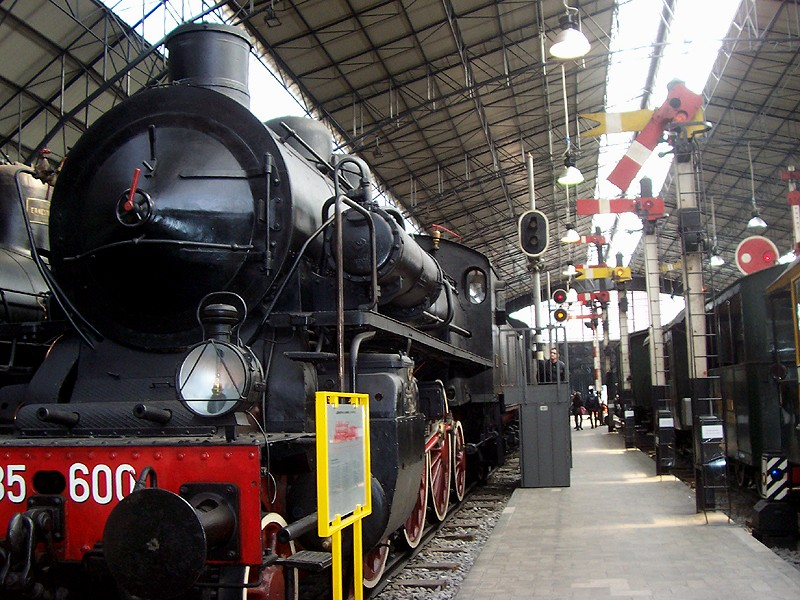
La FS 685.600
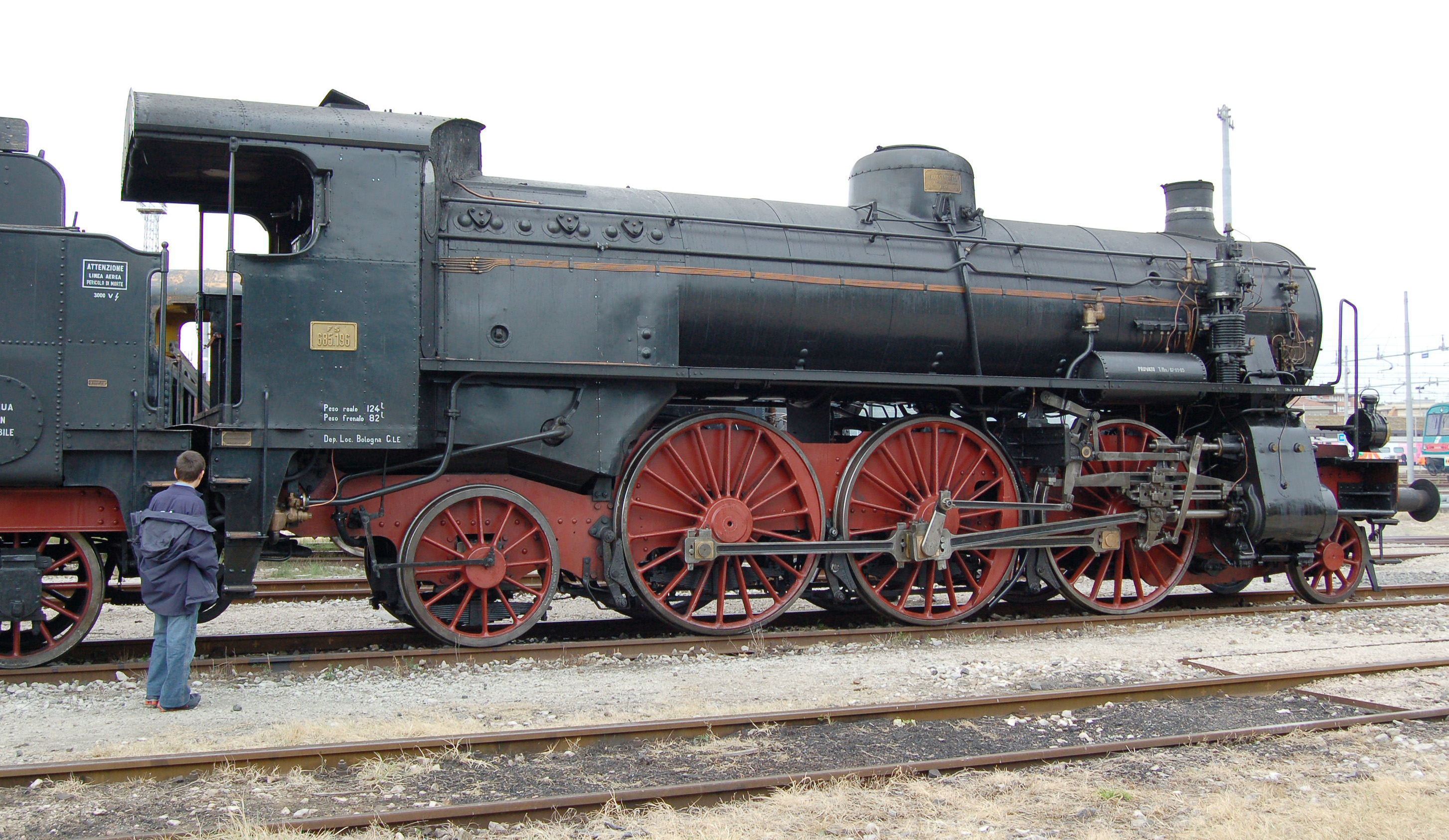
Profil de la FS 685.196
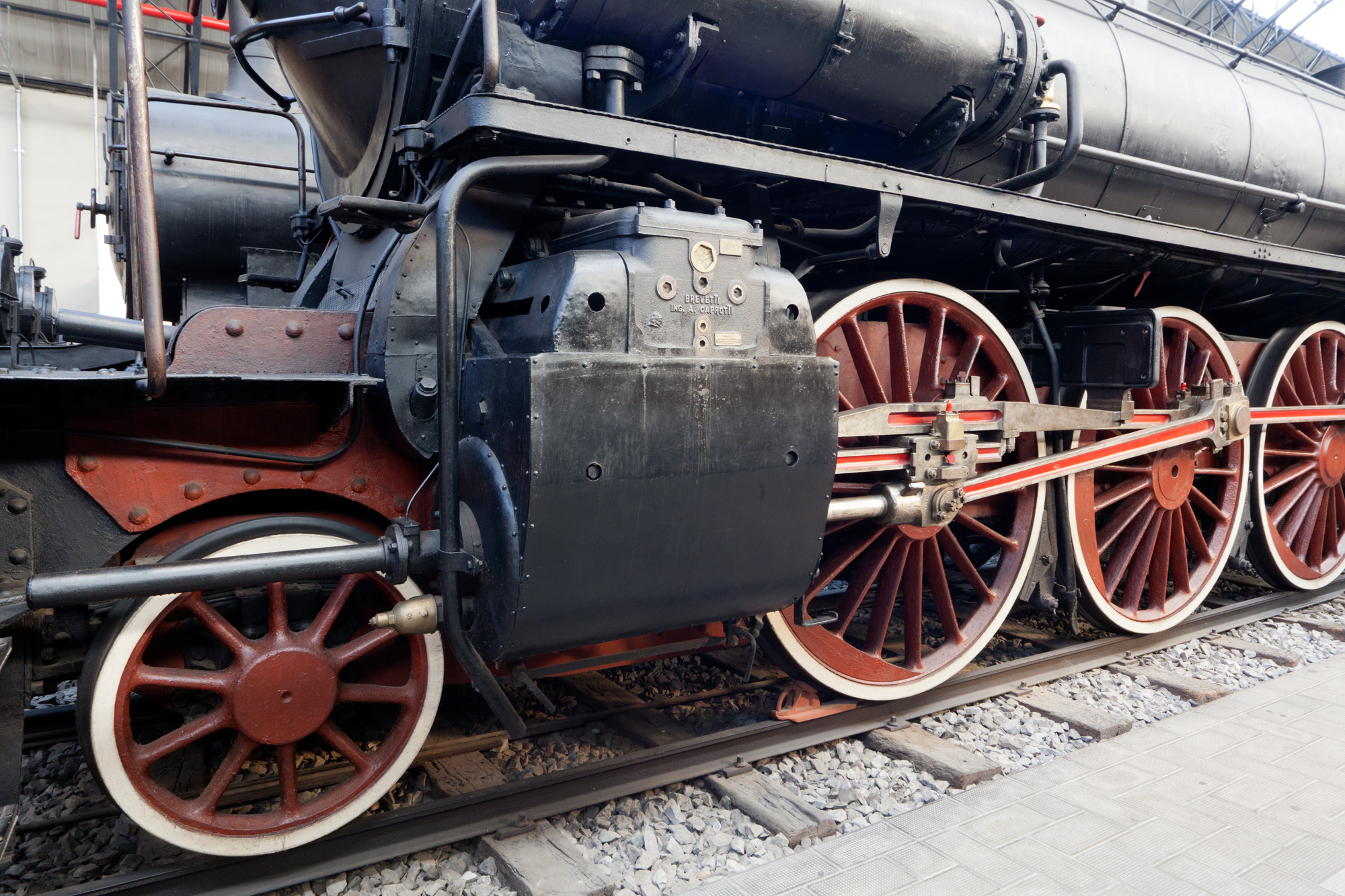
L'embiellage
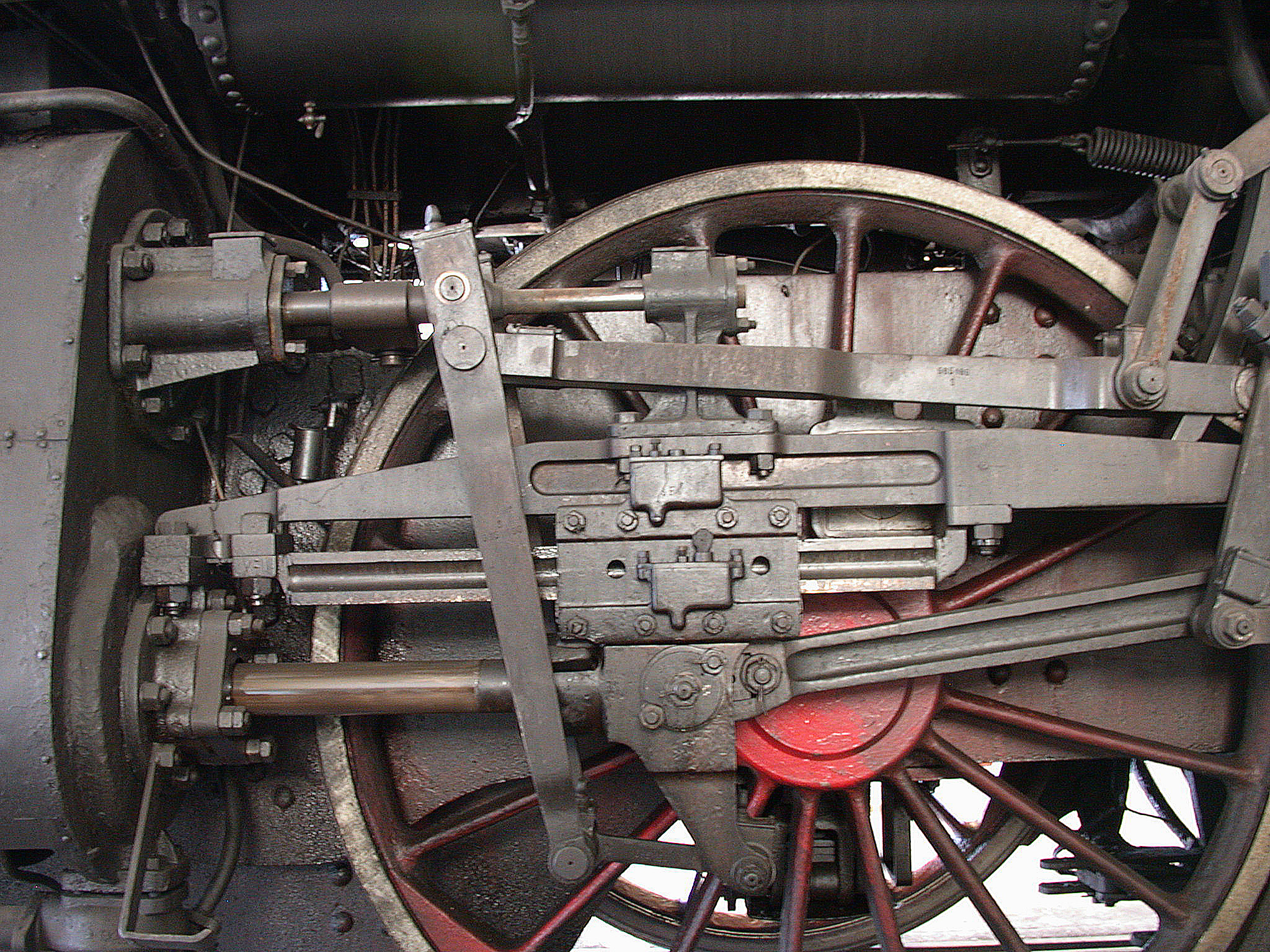
Détail de l'embiellage

## Particularité
La locomotive FS 685.130 a été utilisée pour tester le répéteur des signaux en cabine inventé par l'ingénieur Gino Minucciani.

## Préservation
Actuellement, seulement cinq exemplaires de cette illustre locomotive ont été conservés.
Deux seulement sont en état de marche et peuvent participer à des manifestations ou expositions. Ce sont les locomotives FS 685.089 et 196. La première est parquée au Dépôt du matériel historique FS de Pistoia, siège de l'Associazione Toscana Treni Storici Italvapore. La seconde se trouve au dépôt FS de Vérone.
Deux unités sont conservées dans des musées :
- la FS 685.068 est exposée au Musée national ferroviaire de Pietrarsa près de Naples,
- la FS S.685.600 est exposée au Musée Leonardo da Vinci de Milan. Elle est équipée du système de distribution Caprotti. Cette locomotive est la millième locomotive fabriquée par la "Società Italiana Ernesto Breda per Costruzioni Meccaniche" Breda C.F.[3].

La FS 685.222 est actuellement en dépôt auprès de la D.R.S. de Pistoia. Elle appartient à l'Associazione Toscana Treni Storici "Italvapore".